# Luitgard Himmelheber

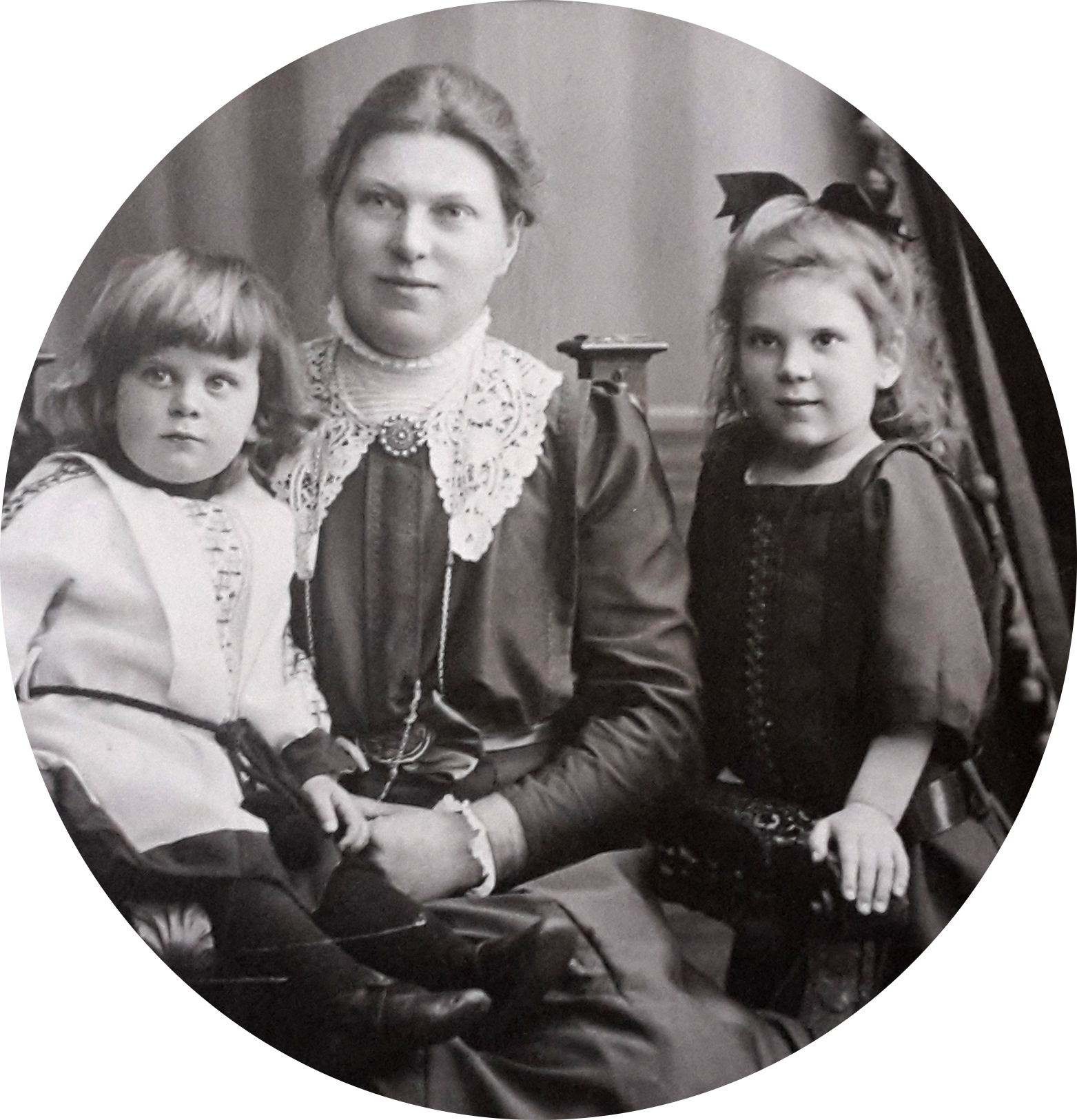
Luitgard Himmelheber mit ihren beiden jüngsten Kindern Dorle und Hans, ca. 1910.

Luitgard Himmelheber (* 27. April 1874 in Karlsruhe als Anna Luitgarda Honsell; † 1. März 1959) war eine Frauenrechtlerin und Politikerin aus Karlsruhe.

## Wirken
Die Tochter des Professors für Wasserbau und badischen Finanzministers Max Honsell setzte sich für Mädchen- und Frauenbildung ein. Ihr Engagement galt der Gründung des ersten deutschen Mädchengymnasiums 1893 in Karlsruhe. Dabei lag ihr besonders die Einrichtung eines Internats am Herzen, so dass auch Mädchen außerhalb der Stadt Zugang zu höherer Bildung erhalten konnten. Bis ins hohe Alter lud sie persönlich immer wieder Mädchen aus dem Internat in ihr Wochenendhaus nach Bernbach ein.
In den Jahren 1902 bis 1919 leitete sie die Karlsruher Gruppe des Vereins „Frauenbildung – Frauenstudium“. Im Mai 1916 übernahm sie in Karlsruhe federführend die Organisation der Nationalen Frauendienstes.
Sie war Mitbegründerin der Deutschen Demokratischen Partei und saß von 1919 bis 1924 als eine der ersten Frauen im Karlsruher Bürgerausschuss, dem Stadtparlament. Ein Wahlaufruf als achtseitiges Flugblatt ist unter der Überschrift „Gedanken für eine deutsch-demokratische Frauenrede“ von Luitgard Himmelheber im Generallandesarchiv Karlsruhe online verfügbar.

## Familie
Luitgard Himmelheber, geborene Honsell, heiratete 1894 den Möbelfabrikanten Gustav Heinrich Emil Himmelheber. Aus dieser Ehe gingen sieben Kinder hervor, unter anderem der Fabrikant Max Himmelheber und der Ethnologe Hans Himmelheber. Der Politiker und Jurist Prof. Dr. Karl Hettich, war ihr Neffe.